# D-naha
D-naha（ディーナハ）は、沖縄県那覇市牧志にある複合商業施設。
2005年11月まではダイエーが入居していたが、沖縄県からの撤退後は長らく空きビルとなっていた。2009年4月にジュンク堂書店が入居し、施設名も「ダイナハ」から「D-naha」へと改められ、リニューアルオープンした。
当記事では、前身であるダイナハについても記述する。

## 概要
建物は地上8階、地下1階で、売り場面積は1万1000m2。1階から3階部分にはメインテナントであるジュンク堂書店が入居しており、7・8階には沖縄セルラー電話のコールセンターなど企業のオフィスが入居している。
開業から3度の改名を経た現在の「D-naha」は、旧テナントのダイエー那覇店の前に、ダイナハが運営していたが、1994年にユニードと共にダイエーに吸収合併され消滅した。ダイエーが撤退して長らく後、ジュンク堂が入り、昔馴染みの「ダイナハ」をもじってイメージを継承し名付けられた。

## 歴史

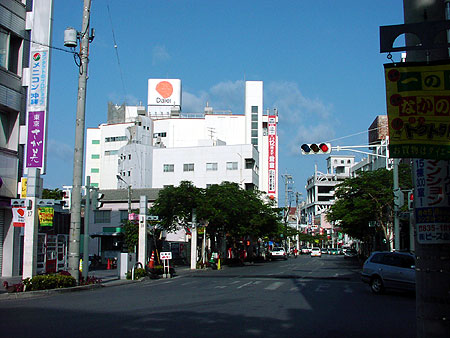
旧ダイエー那覇店

### ダイエーによる開発から撤退
1975年11月にダイエーの子会社であるダイナハが出店する「那覇ショッパーズプラザ」として開業する。開業前には、県内初の大型ショッピングセンターということもあり、顧客を取られてしまうという危機感から地元商店街からの反発を受けた。ダイエーは、直営ではなく地元資本を加えた地域子会社の「株式会社ダイナハ」を設立し、その子会社による運営という方針をとった。結果的に、那覇ショッパーズプラザは初年度だけで約65億円の売上高を記録し、国際通りから同店の位置する沖映通りへの集客に成功し、通り全体の繁栄にも寄与した。
後に同施設は会社名でもある「ダイナハ」へと改名され、1994年には親会社であるダイエーに吸収合併されたことにより、核店舗を「ダイエー那覇店」へと改称した。なお、当時の施設名は、旧店舗名から「ダイナハ」と呼ばれており、ダイエー那覇店となった後も「ダイナハ」と呼ばれ続けた。
その後、2002年にダイエー本体の業績不振を理由に、沖縄県内のダイエー3店舗（泡瀬、嘉手納、糸満）が閉鎖された。当初は閉店予定でなかった那覇店に関しても、2005年2月に閉鎖対象に挙がり、同年9月に閉鎖が決定した。この時点で閉鎖後の従業員の雇用や跡地利用の問題が浮上していたものの、大部分は未解決のまま同年11月20日に閉店、30年の歴史に幕を閉じた。
同時に閉店した浦添店は、立地条件の良さなどから半年後にはリウボウストアをはじめとするテナントが入居し浦添ショッピングセンター（2代目）として開業したが、那覇店に関しては築30年を超えていることや8階建てという近年の大型ショッピングセンターとしては適さない構造上の理由などから、小売業やコールセンターなどの入居提案が出されては白紙となり、長らく空き店舗となっていた。

### 県内最大規模の書店が誕生
2009年2月に、ジュンク堂書店がビルを所有する糸嶺商会との契約を締結し、同年4月下旬に同ビルの1階から3階部分に入居することを発表した。同月には沖縄セルラー電話が7・8階の一部にて、県内に分散しているコールセンターを集約させ入居することを発表した。その後、予定通り同年4月24日に、売り場面積約5,000m2、在庫約120万冊と県内最大規模の書店として、ジュンク堂書店那覇店が開店。施設名を「D-naha」に改めリニューアルオープンした。ダイエー閉店後、客足が遠のいていた沖映通り商店街からは、ジュンク堂の開業に期待の声も挙がった。
2009年12月には、地下1階食品売場に「Aコープ マルシェなは」が開店したが、2012年3月31日に閉店。その後、同年5月1日に地場ディスカウントストアのビッグワン（Big1）が開店したが、2013年9月30日に閉店した。
ジュンク堂書店が開店から5年を迎える2014年2月には、地下1階にも売場を拡充し、店舗全体をリニューアルした。1階フロアには同グループ企業の文具専門ブランド「MARUZEN」を県内で初出店した。

## 沿革
- 1975年（昭和50年）5月4日 - 那覇ショッパーズプラザとして開業。
- 1981年（昭和56年） - ダイナハに改名。
- 1994年（平成6年）3月1日 - ダイエー那覇店に改名。施設名はダイナハを継続。
- 2005年（平成17年）11月20日 - ダイエー那覇店閉店。
- 2009年（平成21年）
  - 4月24日 - ジュンク堂書店那覇店開店。施設名をD-nahaに改名。
  - 12月22日 - Aコープマルシェなは店開店。
- 2010年（平成22年）7月23日 - ダイソーD-naha店開店。
- 2011年（平成23年）10月11日 - ERUMITAGE（エルミタージュ）D-naha店開店。
- 2012年（平成24年）
  - 3月31日 - Aコープマルシェなは店閉店。
  - 5月1日 - ビッグワン美栄橋駅前店開店。
- 2013年（平成25年）
  - 9月30日 - ビッグワン美栄橋駅前店閉店。
  - 12月8日 - ERUMITAGE（エルミタージュ）D-naha店閉店。
- 2014年（平成26年）2月22日 - 1階フロアにジュンク堂書店の文具専門ブランド「MARUZEN那覇店」開店[4]。
- 2015年（平成27年）12月1日 - ヒューマンアカデミー那覇校が8Fに移転。[5]
- 2023年（令和5年）8月8日 - 地下1階フロアに「駿河屋那覇沖映通り店」開店。

## 入居店舗
| 階     | フロア概要 |
| ------ | --- |
| RF屋上 | ダイエー那覇店時は屋上遊園地であったが1999年頃に閉鎖                                                            |
| 8F     | ヒューマンアカデミー那覇校、ヒューマンリソシア那覇支社                                                          |
| 7F     | （空き店舗） |
| 6F     | （空き店舗） |
| 5F     | （空き店舗） |
| 4F     | ダイソーD-naha店                                                                                                |
| 3F     | ジュンク堂書店那覇店                                                                                            |
| 2F     | ジュンク堂書店那覇店                                                                                            |
| 1F     | ジュンク堂書店那覇店、MARUZEN那覇店、イタリアン・トマトカフェジュニア沖縄ダイナハ店、宝くじナハチャンスセンター |
| B1F    | ジュンク堂書店那覇店、駿河屋那覇沖映通り店                                                                      |

## アクセス
モノレール
- 沖縄都市モノレール線美栄橋駅より徒歩1分。

路線バス
- 若松入口バス停より徒歩5分、美栄橋駅前バス停より徒歩1分。詳細は美栄橋駅#バス路線を参照。